# Moylagh
Moylagh es una localidad que forma parte de la parroquia de Oldcastle en el Noroeste del Condado de Meath en Irlanda. Es una parroquia pequeña, pero en los últimos años, ha recibido afluencia por parte de nuevos residentes llegados principalmente de Dublín y de Europa del Este. 
Moylagh tiene un centro comunitario bien equipado con la cancha de la Asociación Gaélica Atlética, dos pistas de racquetball y un campo de fútbol cubierto. El centro ha alojado varios torneos de todas partes de irlanda de racquetball, así como concursos dramáticos como Scór na nÓg La iglesia de Santa María de Moylagh es una iglesia romana grande del siglo XIX con un camposanto adyacente.
En el 2008 el obispo que la regenta es Eugene Conlan. Cruzando la calle desde la iglesia, se encuentra la escuela nacional Scoil Mhuire, que gestiona la educación primaria de aproximadamente 150 alumnos.
La mayor industria de Moylagh consiste en la ingeniería, en la parroquia hay tres compañías ingenieras, principalmente especializadas en productos de acero.
- Datos: Q2081240